# Osmund Reynolds
Edward Osmund Royle Reynolds (3 de febrero de 1933-24 de abril de 2017) fue un deportista británico que compitió en esgrima, especialista en la modalidad de florete. Ganó una medalla de bronce en el Campeonato Mundial de Esgrima de 1955 en la prueba por equipos.

## Palmarés internacional
| Campeonato Mundial | Campeonato Mundial | Campeonato Mundial | Campeonato Mundial  |
| Año                | Lugar              | Medalla            | Prueba              |
| ------------------ | ------------------ | ------------------ | ------------------- |
| 1955               | Roma (Italia)      | Medalla de bronce  | Florete por equipos |